# Sistemas Kuiper
Kuiper Systems LLC, también conocida como Proyecto Kuiper, es una subsidiaria de Amazon que se estableció en 2019 para implementar una gran constelación de Internet satelital para proporcionar conectividad de banda ancha de baja latencia .   El nombre Kuiper era un nombre en clave de la empresa para el proyecto inspirado en el cinturón de Kuiper .
La Comisión Federal de Comunicaciones otorgó a Amazon la aprobación para desplegar una constelación de 3.236 satélites en la órbita terrestre baja .  El despliegue está previsto en cinco fases y el servicio de Internet comenzará una vez que se lancen los primeros 578 satélites. Según la licencia otorgada por la FCC, Amazon debe lanzar y operar la mitad de sus satélites a más tardar el 30 de julio de 2026, y debe lanzar y operar los satélites restantes a más tardar el 30 de julio de 2029.  A 31  de marzo de  2025  sólo se habían lanzado dos prototipos de satélites.
Amazon ha comprado 92 lanzamientos de cohetes con United Launch Alliance, ArianeGroup y Blue Origin (esta última propiedad del fundador de Amazon, Jeff Bezos )  por un total de más de US$10 billion . En 2024, la compañía compró lanzamientos adicionales de SpaceX, que opera la constelación de Internet satelital Starlink . 

## Historia
En abril de 2019, los funcionarios de Amazon anunciaron que financiarían y desplegarían el Proyecto Kuiper, una gran constelación de satélites, para proporcionar servicio de Internet de banda ancha .   Los funcionarios dijeron que el proyecto "ofrecerá servicio de banda ancha a través de asociaciones con otras empresas", incluso a "decenas de millones de personas que carecen de acceso básico a Internet de banda ancha", aunque aún no está claro si el servicio se ofrecerá directamente a los consumidores. 
El presidente de Kuiper Systems, Rajeev Badyal, fue vicepresidente de la constelación de Internet satelital Starlink de SpaceX. Despedido por Elon Musk en 2018, Badyal poco después fundó Kuiper junto con otros ex empleados de SpaceX.  
En diciembre de 2019, se informó que Amazon estaba pidiendo a la FCC que renunciara a los requisitos (por ejemplo, haber presentado la solicitud antes de 2016) que SpaceX y OneWeb debían seguir para obtener la licencia para sus grandes constelaciones de Internet satelital. 
En julio de 2020, Amazon recibió la autorización de la FCC para poner en órbita una constelación de 3.236 satélites, siempre que, entre otras condiciones, no interfirieran con proyectos satelitales previamente autorizados. Los funcionarios de la compañía dijeron que gastarían 10 mil millones de dólares en el esfuerzo.   Se esperaba que el despliegue completo de los 3.236 satélites planificados llevará hasta una década.
En diciembre de 2020, Amazon presentó una antena de panel plano de bajo costo para los satélites del Proyecto Kuiper. Es una antena de matriz en fase de banda Ka mucho más pequeña que los diseños tradicionales para antenas que operan a 17–30 GHz . La antena será de ~ 30 centímetros (12 in) de ancho y se espera que admita hasta 400 megabits por segundo de ancho de banda de datos a menos del 20% del costo de las antenas de panel plano tradicionales de última generación.  Amazon también anunció que tiene la intención de ser " agnóstico en cuanto al lanzamiento " y que no planea utilizar exclusivamente la capacidad de lanzamiento de la compañía Blue Origin de Jeff Bezos, sino que está abierto a ofertas de capacidad de lanzamiento de todos los proveedores. 
En abril de 2021, Amazon anunció que había contratado a ULA para nueve lanzamientos de satélites Kuiper en vehículos de lanzamiento Atlas V desde la Estación de la Fuerza Espacial de Cabo Cañaveral en Florida, y señaló que "continuará explorando todas las opciones" para lanzar el resto de los satélites.  
En abril de 2022, Amazon anunció contratos con tres proveedores de lanzamiento para 83 lanzamientos durante la próxima década.  Incluyen 18 lanzamientos del Ariane 6 europeo, 12 lanzamientos del New Glenn de Blue Origin (con opciones para 15 vuelos adicionales) y 38 lanzamientos del vehículo de lanzamiento Vulcan de United Launch Alliance .  Amazon anunció previamente que había comprado los últimos nueve lanzamientos de cohetes Atlas V de ULA antes de su retiro. 
En agosto de 2023, un accionista de Amazon, Cleveland Bakers and Teamsters Pension Fund, presentó una demanda contra la empresa alegando que la junta directiva de Amazon actuó de mala fe al obtener aproximadamente 10 mil millones de dólares en contratos de lanzamiento para la constelación, lo que representó el segundo gasto de capital más grande de Amazon hasta la fecha.   Los contratos con Blue Origin, propiedad de Bezos, representaron el 45% del gasto total. La demanda sugiere que la animosidad entre Bezos y el fundador de SpaceX, Elon Musk, puede haber impedido que Amazon contrate el vehículo Falcon 9 de SpaceX, que está probado en vuelo y es potencialmente más rentable. 
Dos prototipos iniciales de satélites, “KuiperSat-1” y “KuiperSat-2”, se lanzaron el 6 de octubre de 2023 en un cohete Atlas V operado por United Launch Alliance desde la Estación Espacial de Cabo Cañaveral .   Después del lanzamiento, se informó que estaban operando nominalmente. 

### Lanzamiento posterior del prototipo
En diciembre de 2023, se anunció que Amazon había asegurado tres lanzamientos de Kuiper a bordo del Falcon 9 de SpaceX . 
El cohete Vulcan Centaur se lanzó por primera vez el 8 de enero de 2024,  allanando el camino para los futuros lanzamientos ordenados de satélites de Kuiper Systems. Vulcan se lanzará 38 veces para Kuiper.
El Ariane 6 realizó su primer vuelo el 9 de julio de 2024.  Ariane 6 es responsable de 18 lanzamientos de Kuiper.
En junio de 2024, la compañía anunció una asociación con DirectTV Latin America, la asociación tendrá como objetivo cerrar la brecha digital en varios países de América del Sur. 

## Tecnología

### Constelación de satélites
Kuiper ha lanzado dos prototipos de satélites hasta enero de 2025.
Se prevé que el Sistema del Proyecto Kuiper constará de 3.236 satélites que operarán en 98 planos orbitales en tres capas orbitales, una a 590 kilómetros (370 mi), 610 kilómetros (380 mi) y 630 kilómetros (390 mi) altitud orbital.  Los satélites están equipados con tecnología de propulsores de efecto Hall .  La fase 1 del despliegue constará de 578 satélites a 630 kilómetros de altitud y una inclinación orbital de 51,9 grados. En total, se han planificado cinco fases de desarrollo de la constelación. 
Está previsto que Kuiper funcione en conjunto con la gran red de 12 estaciones terrestres satelitales anunciada previamente por Amazon (la "unidad de estación terrestre AWS"), anunciada en noviembre de 2018.  Además de conectarse a estaciones terrestres para conectarse a Internet desde tierra, los satélites se interconectan a través de conexiones láser ópticas infrarrojas.
Amazon se refiere a esta tecnología como OISL (enlace óptico entre satélites). Estos láseres son capaces de mantener 100 Gbps en distancias de hasta 2.600 km entre dos satélites que se mueven a 25.000 km/h. Las pruebas espaciales actuales han demostrado esta velocidad hasta una distancia de 1.000 km.  

### Terminales de usuario
Se planean múltiples diseños de terminales de cliente para diferentes necesidades del mercado. Se espera que la terminal de cliente estándar del Proyecto Kuiper mida menos de 11 pulgadas cuadradas y 1 pulgada de espesor, y pese menos de cinco libras sin su soporte de montaje. Está previsto que el dispositivo ofrezca velocidades de hasta 400 megabits por segundo (Mbps) . Amazon espera producir estos terminales por menos de 400 dólares cada uno. 
Un terminal de cliente con diseño ultracompacto de 7 pulgadas cuadradas y un peso de una libra ofrecerá velocidades de hasta 100 Mbps. Este diseño conectará a clientes residenciales a menores costos, así como a clientes gubernamentales y empresariales que buscan aplicaciones como movilidad terrestre e Internet de las cosas . 
Un terminal de 19 x 30 pulgadas con diseño de gran ancho de banda ofrecerá velocidades de hasta 1 gigabit por segundo . 

## Sede
La sede organizativa de Kuiper Systems se encuentra en una instalación de investigación y desarrollo de Amazon en Redmond, Washington, desde 2020.  El desarrollo de prototipos de satélites y métodos de producción se realizaron inicialmente en las instalaciones de Redmond. La fabricación y producción de satélites se realiza en unas instalaciones de 172.000 pies cuadrados en la cercana Kirkland, Washington .  La fábrica de Kirkland se inauguró en abril de 2024 y está previsto que fabrique cinco satélites al día a su máxima capacidad. Se espera que en junio de 2024 se abra un centro logístico en Everett, Washington, para abastecer a la fábrica de Kirkland con kits ensamblados a partir de materias primas. 
Se planea construir una instalación de procesamiento e integración de satélites en Florida, en el Centro Espacial Kennedy de la NASA, para integrar naves espaciales para su lanzamiento a bordo de cohetes Blue Origin y United Launch Alliance desde el puerto espacial. No se espera que la instalación de 31.000 metros cuadrados esté operativa antes de principios de 2025, y Amazon utilizará una instalación de procesamiento de carga útil de terceros hasta que la suya esté completamente en funcionamiento. 

## Lanzamientos
| Fecha Tiempo (UTC)         | Tipo de cohete    | Nombre de la misión | Carga                         | Órbita operativa | Sitio de lanzamiento | Estado del lanzamiento | Notas                                                                      |
| -------------------------- | ----------------- | ------------------- | ----------------------------- | ---------------- | -------------------- | ---------------------- | -------------------------------------------------------------------------- |
| 6 de octubre de 2023 18:06 | Atlas V 501       | Protoflight         | KuiperSat-1 and 2, prototypes | LEO, 500 km      | SLC-41               | Éxito                  | Lanzamiento de dos satélites prototipos                                    |
| 9 de abril de 2025         | Atlas V 551       | Kuiper 1 (KA-01)    | 27 Kuiper satellites          | LEO, 630 km      | SLC-41               | Éxito                  | Primer lanzamiento de satélites de producción.                             |
| Q3 2025                    | Atlas V 551       | Kuiper 2 (KA-02)    | 27 Kuiper satellites          | LEO, 630 km      | SLC-41               | Pendiente              |                                                                            |
| H2 2025                    | Falcon 9 Block 5  | Project Kuiper      | 20+ Kuiper satellites         | LEO, 630 km      | SLC-40               | Planificado            | Primero de los tres lanzamientos contratados a SpaceX en 2023.             |
| 2025                       | Vulcan VC6L       | KV-01               | 40+ Kuiper satellites         | LEO, 630 km      | SLC-41               | Planificado            | Primer lanzamiento en el marco de una compra en bloque de 38 lanzamientos. |
| 2026                       | New Glenn         | Project Kuiper      | 50+ Kuiper satellites         | LEO, 630 km      | LC-36                | Planificado            | Primer lanzamiento en el marco de una compra en bloque de 12 lanzamientos. |
| 2026                       | Ariane 64 Block 1 | Project Kuiper      | 30+ Kuiper satellites         | LEO, 630 km      | ELA-4                | Planificado            | Primer lanzamiento en el marco de una compra en bloque de 18 lanzamientos. |

### Satélites de prueba
Amazon había planeado previamente lanzar los dos primeros satélites prototipo, KuiperSat P1 ( 2023-154B ) y P2 ( 2023-154A ), en el vehículo RS1 de ABL, pero los retrasos en su preparación llevaron a seleccionar el Vulcan Centaur de ULA para transportar el par en su vuelo inaugural. Nuevos retrasos en este vehículo llevaron a Amazon a seleccionar el Atlas V, probado en vuelo, en agosto de 2023. El vuelo protoespacial tuvo lugar el 6 de octubre de 2023.